# City Pier A

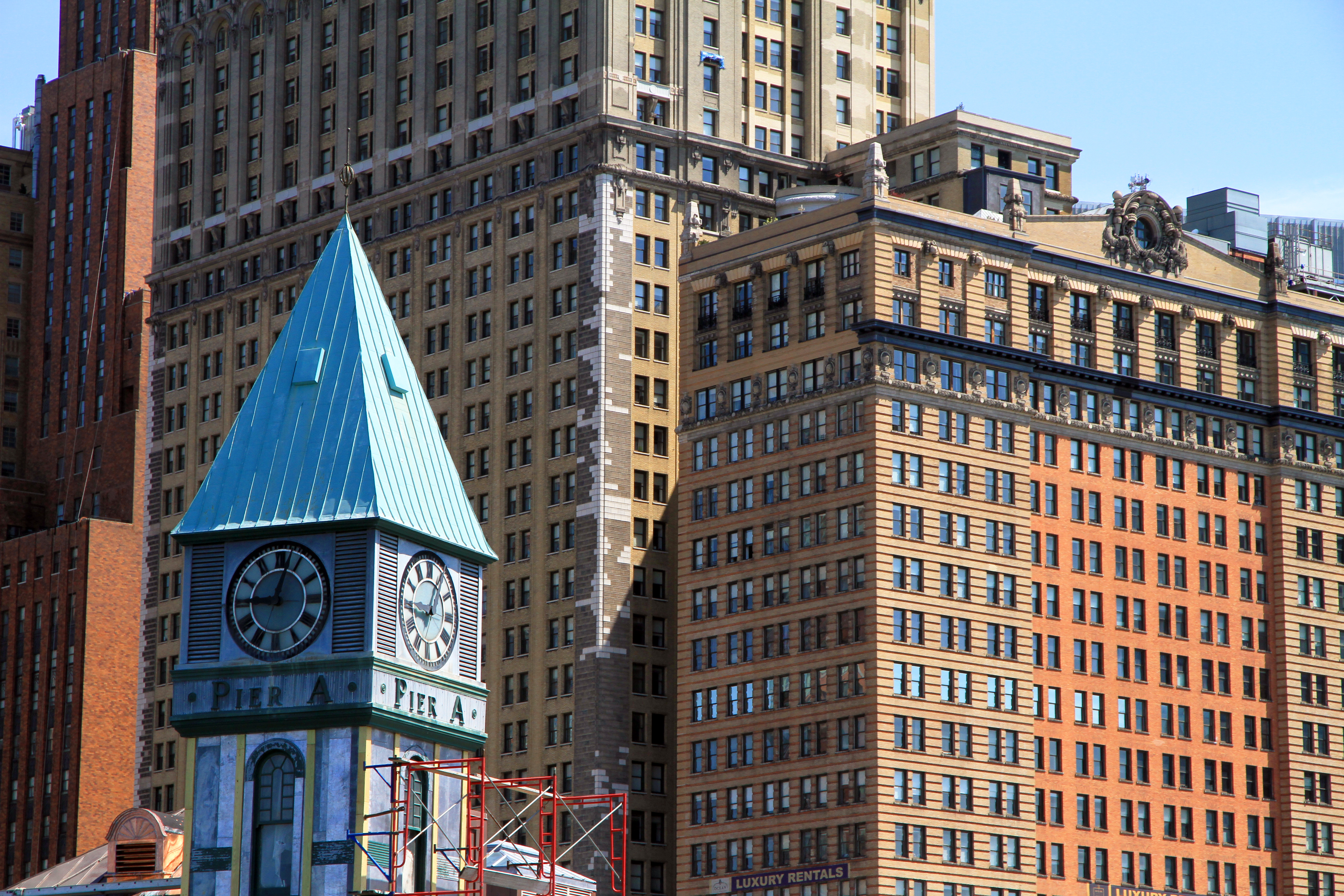
Pier A

City Pier A  es un muelle histórico que se encuentra en Battery Park, Nueva York.  City Pier A se encuentra inscrito  en el Registro Nacional de Lugares Históricos desde el 27 de junio de 1975.

## Ubicación
City Pier A se encuentra dentro del condado de Nueva York en las coordenadas 40°42′15″N 74°01′06″O / 40.704167, -74.018333.